# Storaste Kroppkakan
Storaste Kroppkakan är en lundensisk, parodisk studentorden kopplad till Kalmar nation och grundad 1897. Detta gör den till den allra äldsta nationsorden bland studentnationerna vid Lunds universitet. 
Orden är öppen för studerande av Kalmar nation men även för andra särskilt kallade lundaakademiker och firar numer sammankomst med ordenskapitel och bal på Akademiska Föreningen en gång vartannat år. Antalet gäster ökar vid varje tillfälle och utgjorde 2015 428 personer. Huvudrätten utgörs, såsom torde kunna gissas av namnet, av kroppkakor, vilket även gör tillställningen ganska unik bland studentbaler vad avser det kulinariska.

## Historik

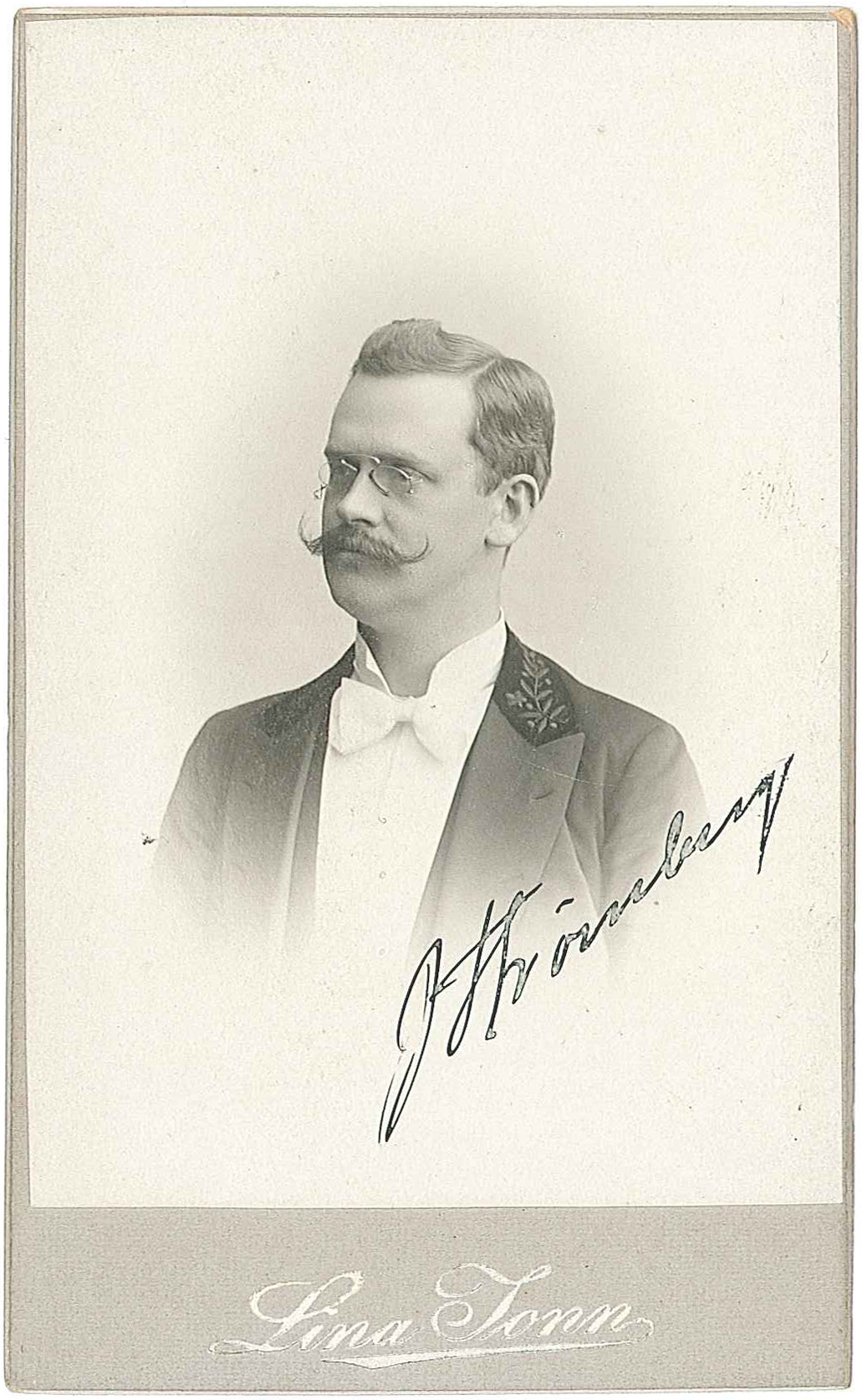
Storaste Kroppkakans grundare, Johannes Strömberg (foto: Lina Jonn).

Orden grundades den 2 mars 1897 av Kalmar nations dåvarande kurator Johannes Strömberg, senare legendarisk rektor för Lunds privata elementarskola (vilken en period hette Strömbergsskolan innan den bytte till det nuvarande namnet Spyken). Strömberg författade också ordens ceremonibok, kallad Uppenbarelseboken, i vilken förklaras att "den Storaste Kroppkakan", vilken "sedan urminnes tider herskadt öfver Kalmar län och särskilt Öland" låtit inrätta ett förbund i sitt namn för att "bibehålla mitt välde öfver i Lund studerande landsmän".
Den första ordenssammankomsten firades av en litent krets nationsmedlemmar som samlades hemma hos Strömberg för att äta kroppkakor iförda vita nattskjortor. Redan här infördes det tävlingsmoment som ännu ingår i festritualen, nämligen vem som förmår äta flest kroppkakor (numera mäts detta i rent antal kakor; vid den första sammankomsten vägdes deltagarna före och efter måltiden med decimalvåg).
Strömberg tog sig som ordens ledare titeln "Storkakmästare", ett ämbete han 1905 tillfälligt överlät till den kände filosofiprofessorn Johan Jacob Borelius (Vilken även varit den förste att kallas till ordens kommendörsgrad. Borelius var Kalmar nations inspektor 1890 - 1898), och 1907 definitivt till sedermera professorn i sanskrit med jämförande språkforskning Herbert Petersson. Senare har en rad andra personer innehaft detta ämbete.
Relativt litet är känt om hur festerna förlöpte fram till början av 1920-talet, varefter källäget däremot blir bättre. Till festen 1922 gjordes en kroppkaka med en omkrets av 1,5 meter. När inspektorn till stilla musik skar upp kakan visade den sig innehålla en spädgris med äpple i munnen och blomsterbuketter mellan klövarna. 
År 1924 instiftades den så kallade "Tersen för forskningen", ett stipendium som finansierades genom att festdeltagarna lät bli att ta tersen men likväl betalade för den (vilket dock inte hindrade att man sedan tog kvarten och kvinten).

## Kroppkakemålningarna
Ett speciellt inslag vid Kroppkakefesterna utgör de så kallade Kroppkakemålningarna. Till varje fest uppdrages åt en konstnärlig nationsmedlem att måla en stor målning, vilken avtäcks under aftonen. Traditionellt brukar denna på något sätt avbilda Storaste Kroppkakan själv samt representanter för sittande nationsledning. Genom året har ett mycket stort antal sådana målningar producerats och ett stort antal av dem finns bevarade på Kalmar Nation vid Lunds Universitet, förut bevarade i AFs Arkiv & Studentmuseum. Ett urval av de äldre målningarna brukar även tas fram och pryda festsalen under balen. Många av målningarna har försvunnit under åren och flera är målade på bland annat bordsduk och är i mycket dåligt skick.

## Ordens grader
Orden har totalt nio grader. Ordenstecknet utgörs i samtliga grader dock av en stiliserad kroppkaka snidad i trä. Endast storlek samt bandfärg skiljer mellan graderna.
- Riddare med rött band
- Riddare med grönt band
- Riddare med blått band

- Kommendör med rött band
- Kommendör med grönt band
- Kommendör med blått band

- Storkommendör med rött band
- Storkommendör med grönt band
- Storkommendör med blått band